# Zenó d'Afrodísies
Zenó (en grec antic: Ζήνων, llatí: Zenon), fill d'Atis o Atines, fou un escultor grec nadiu d'Afrodísias de Cària. Va ser important en un període de l'Imperi Romà, probablement en temps de l'emperador Trajà.
Hom li atribueix tres obres: 
- Una estàtua asseguda, probablement un senador, a la vil·la Ludovisi i que porta la inscripció ΖΗΝΩΝ ΑΤΤΙΝ ΑΦΡΟΔΙ ΣΙΕΥΣ ΕΠΟΙΕΙ
- Un monument a la memòria del seu fill representat amb la figura d'un Hermes, amb una inscripció mètrica de 19 línies que diu aproximadament: «Soc Zenó, el meu país és la beneïda Afrodísias, i havent recorregut moltes ciutats, confiat en el meu art, i havent-lo ensenyat al meu fill petit Zenó, que va morir davant meu, faig un sepulcre i un pilar amb les meves pròpies mans, que també serà per a mi». L'Hermes, la figura principal, es conservava a la Vil·la Negroni, i després va ser venuda.
- Una estàtua d'una dona en marbre vestida i amb una estola, trobada a Siracusa (inscripció ΖΗΝΩΝ ΑΦΡΟΔΕΙΞΙ ΕΥΞ ΕΠΟΙΕΙ), on encara es conserva.

En temps de Trajà, Hadrià i la dinastia Antonina hi va haver una important escola d'escultura a Afrodísias, entre els quals Zenó i Zenes.